# Wereldkampioenschap superbike van Brands Hatch 1998
Het wereldkampioenschap superbike van Brands Hatch 1998 was de negende ronde van het wereldkampioenschap superbike en de achtste ronde van de wereldserie Supersport 1998. De races werden verreden op 2 augustus 1998 op Brands Hatch nabij West Kingsdown, Verenigd Koninkrijk.

## Superbike

### Race 1
| Pos | Nr  | Rijder              | Constructeur | Rondes | Tijd         | Grid | Punten |
| --- | --- | ------------------- | ------------ | ------ | ------------ | ---- | ------ |
| 1   | 45  | Colin Edwards       | Honda        | 25     | 36:16.391    | 3    | 25     |
| 2   | 111 | Aaron Slight        | Honda        | 25     | +0.103       | 4    | 20     |
| 3   | 44  | Scott Russell       | Yamaha       | 25     | +10.761      | 15   | 16     |
| 4   | 2   | Carl Fogarty        | Ducati       | 25     | +12.322      | 9    | 13     |
| 5   | 8   | James Whitham       | Suzuki       | 25     | +17.245      | 11   | 11     |
| 6   | 31  | Niall Mackenzie     | Yamaha       | 25     | +20.577      | 7    | 10     |
| 7   | 11  | Troy Corser         | Ducati       | 25     | +23.526      | 1    | 9      |
| 8   | 51  | Steve Hislop        | Yamaha       | 25     | +25.196      | 12   | 8      |
| 9   | 7   | Pierfrancesco Chili | Ducati       | 25     | +29.704      | 2    | 7      |
| 10  | 6   | Peter Goddard       | Suzuki       | 25     | +31.166      | 13   | 6      |
| 11  | 56  | Sean Emmett         | Ducati       | 25     | +31.359      | 5    | 5      |
| 12  | 41  | Noriyuki Haga       | Yamaha       | 25     | +41.056      | 14   | 4      |
| 13  | 32  | Troy Bayliss        | Ducati       | 25     | +59.363      | 18   | 3      |
| 14  | 64  | Matt Llewellyn      | Ducati       | 25     | +1:06.585    | 20   | 2      |
| 15  | 39  | Alessandro Gramigni | Ducati       | 25     | +1:22.439    | 22   | 1      |
| 16  | 10  | Andrew Stroud       | Kawasaki     | 24     | +1 ronde     | 23   |        |
| 17  | 27  | Frédéric Protat     | Ducati       | 24     | +1 ronde     | 28   |        |
| 18  | 66  | Brett Sampson       | Kawasaki     | 24     | +1 ronde     | 27   |        |
| 19  | 67  | Max Vincent         | Kawasaki     | 24     | +1 ronde     | 24   |        |
| 20  | 68  | Steve Marks         | Kawasaki     | 24     | +1 ronde     | 25   |        |
| 21  | 53  | Vladimír Karban     | Suzuki       | 23     | +2 ronden    | 29   |        |
| DNF | 5   | Neil Hodgson        | Kawasaki     | 18     | Uitgevallen  | 10   |        |
| DNF | 50  | Jiří Mrkývka        | Honda        | 13     | Uitgevallen  | 26   |        |
| DNF | 37  | Terry Rymer         | Suzuki       | 12     | Uitgevallen  | 19   |        |
| DNF | 49  | John Reynolds       | Ducati       | 12     | Uitgevallen  | 6    |        |
| DNF | 38  | James Haydon        | Suzuki       | 5      | Uitgevallen  | 8    |        |
| DNF | 35  | Gregorio Lavilla    | Ducati       | 3      | Uitgevallen  | 17   |        |
| DNS | 55  | Hitoyasu Izutsu     | Kawasaki     | 0      | Niet gestart | 16   |        |
| DNS | 15  | Igor Jerman         | Kawasaki     | 0      | Niet gestart | 21   |        |

### Race 2
| Pos | Nr  | Rijder              | Constructeur | Rondes | Tijd         | Grid | Punten |
| --- | --- | ------------------- | ------------ | ------ | ------------ | ---- | ------ |
| 1   | 11  | Troy Corser         | Ducati       | 25     | 36:07.237    | 1    | 25     |
| 2   | 2   | Carl Fogarty        | Ducati       | 25     | +3.240       | 9    | 20     |
| 3   | 8   | James Whitham       | Suzuki       | 25     | +4.227       | 11   | 16     |
| 4   | 45  | Colin Edwards       | Honda        | 25     | +5.366       | 3    | 13     |
| 5   | 111 | Aaron Slight        | Honda        | 25     | +5.551       | 4    | 11     |
| 6   | 7   | Pierfrancesco Chili | Ducati       | 25     | +19.192      | 2    | 10     |
| 7   | 41  | Noriyuki Haga       | Yamaha       | 25     | +19.876      | 14   | 9      |
| 8   | 44  | Scott Russell       | Yamaha       | 25     | +20.030      | 15   | 8      |
| 9   | 5   | Neil Hodgson        | Kawasaki     | 25     | +20.308      | 10   | 7      |
| 10  | 31  | Niall Mackenzie     | Yamaha       | 25     | +20.467      | 7    | 6      |
| 11  | 51  | Steve Hislop        | Yamaha       | 25     | +29.315      | 12   | 5      |
| 12  | 38  | James Haydon        | Suzuki       | 25     | +30.128      | 8    | 4      |
| 13  | 6   | Peter Goddard       | Suzuki       | 25     | +30.345      | 13   | 3      |
| 14  | 49  | John Reynolds       | Ducati       | 25     | +40.866      | 6    | 2      |
| 15  | 32  | Troy Bayliss        | Ducati       | 25     | +52.379      | 18   | 1      |
| 16  | 37  | Terry Rymer         | Suzuki       | 25     | +52.400      | 19   |        |
| 17  | 10  | Andrew Stroud       | Kawasaki     | 25     | +1:27.737    | 23   |        |
| 18  | 67  | Max Vincent         | Kawasaki     | 24     | +1 ronde     | 24   |        |
| 19  | 27  | Frédéric Protat     | Ducati       | 24     | +1 ronde     | 28   |        |
| 20  | 50  | Jiří Mrkývka        | Honda        | 24     | +1 ronde     | 26   |        |
| 21  | 53  | Vladimír Karban     | Suzuki       | 23     | +2 ronden    | 29   |        |
| DNF | 56  | Sean Emmett         | Ducati       | 16     | Uitgevallen  | 5    |        |
| DNF | 66  | Brett Sampson       | Kawasaki     | 16     | Uitgevallen  | 27   |        |
| DNF | 35  | Gregorio Lavilla    | Ducati       | 9      | Uitgevallen  | 17   |        |
| DNF | 64  | Matt Llewellyn      | Ducati       | 9      | Uitgevallen  | 20   |        |
| DNF | 68  | Steve Marks         | Kawasaki     | 7      | Uitgevallen  | 25   |        |
| DNF | 39  | Alessandro Gramigni | Ducati       | 4      | Uitgevallen  | 22   |        |
| DNS | 55  | Hitoyasu Izutsu     | Kawasaki     | 0      | Niet gestart | 16   |        |
| DNS | 15  | Igor Jerman         | Kawasaki     | 0      | Niet gestart | 21   |        |

## Supersport
| Pos | Nr | Rijder                | Constructeur | Rondes | Tijd                | Grid | Punten |
| --- | -- | --------------------- | ------------ | ------ | ------------------- | ---- | ------ |
| 1   | 8  | Fabrizio Pirovano     | Suzuki       | 22     | 33:25.952           | 6    | 25     |
| 2   | 2  | Vittoriano Guareschi  | Yamaha       | 22     | +0.127              | 7    | 20     |
| 3   | 3  | Yves Briguet          | Ducati       | 22     | +0.273              | 3    | 16     |
| 4   | 18 | Cristiano Migliorati  | Ducati       | 22     | +0.998              | 15   | 13     |
| 5   | 17 | Pere Riba             | Ducati       | 22     | +11.909             | 4    | 11     |
| 6   | 35 | Mauro Lucchiari       | Ducati       | 22     | +20.071             | 10   | 10     |
| 7   | 4  | Stéphane Chambon      | Suzuki       | 22     | +21.427             | 5    | 9      |
| 8   | 52 | James Toseland        | Honda        | 22     | +21.476             | 12   | 8      |
| 9   | 19 | Walter Tortoroglio    | Suzuki       | 22     | +21.850             | 13   | 7      |
| 10  | 57 | Angelo Conti          | Suzuki       | 22     | +23.220             | 27   | 6      |
| 11  | 11 | Giovanni Bussei       | Suzuki       | 22     | +26.366             | 24   | 5      |
| 12  | 48 | Phil Borley           | Honda        | 22     | +26.568             | 25   | 4      |
| 13  | 33 | Robert Ulm            | Yamaha       | 22     | +28.499             | 11   | 3      |
| 14  | 16 | Sébastien Charpentier | Honda        | 22     | +28.568             | 16   | 2      |
| 15  | 1  | Paolo Casoli          | Ducati       | 22     | +29.697             | 1    | 1      |
| 16  | 10 | Thomas Hinterreiter   | Kawasaki     | 22     | +32.627             | 19   |        |
| 17  | 34 | Giuseppe Fiorillo     | Suzuki       | 22     | +38.989             | 9    |        |
| 18  | 9  | Wilco Zeelenberg      | Yamaha       | 22     | +41.373             | 29   |        |
| 19  | 79 | Karl Muggeridge       | Honda        | 22     | +42.669             | 32   |        |
| 20  | 47 | Stuart Wickens        | Honda        | 22     | +43.677             | 33   |        |
| 21  | 5  | Massimo Meregalli     | Yamaha       | 22     | +43.685             | 2    |        |
| 22  | 13 | Kirk McCarthy         | Honda        | 22     | +44.797             | 8    |        |
| 23  | 28 | Javier Rodríguez      | Yamaha       | 22     | +45.183             | 35   |        |
| 24  | 50 | Dean Thomas           | Suzuki       | 22     | +52.658             | 20   |        |
| 25  | 63 | Jan Hanson            | Honda        | 22     | +57.511             | 34   |        |
| DNF | 53 | Glen Richards         | Honda        | 15     | Uitgevallen         | 26   |        |
| DNF | 76 | Andy Pallot           | Honda        | 14     | Uitgevallen         | 23   |        |
| DNF | 59 | David Muscat          | Ducati       | 12     | Uitgevallen         | 17   |        |
| DNF | 6  | Mario Innamorati      | Kawasaki     | 11     | Uitgevallen         | 31   |        |
| DNF | 77 | Dave Rathbone         | Honda        | 8      | Uitgevallen         | 36   |        |
| DNF | 87 | Roberto Panichi       | Bimota       | 7      | Uitgevallen         | 21   |        |
| DNF | 20 | Werner Daemen         | Kawasaki     | 6      | Uitgevallen         | 30   |        |
| DNF | 37 | Serafino Foti         | Bimota       | 6      | Uitgevallen         | 28   |        |
| DNF | 78 | Karl Harris           | Honda        | 6      | Uitgevallen         | 22   |        |
| DNF | 21 | Roberto Teneggi       | Ducati       | 1      | Uitgevallen         | 14   |        |
| DNS | 46 | Shane Byrne           | Yamaha       | 0      | Niet gestart        | 18   |        |
| DNQ | 60 | Torleif Hartelman     | Honda        | 0      | Niet gekwalificeerd |      |        |
| DNQ | 12 | Albert Aerts          | Yamaha       | 0      | Niet gekwalificeerd |      |        |
| DNQ | 30 | Alain Kempener        | Yamaha       | 0      | Niet gekwalificeerd |      |        |
| DNQ | 58 | Sebastien Scarnato    | Kawasaki     | 0      | Niet gekwalificeerd |      |        |
| DNQ | 22 | Stefan Nebel          | Kawasaki     | 0      | Niet gekwalificeerd |      |        |
| DNQ | 96 | Claude-Alain Jäggi    | Ducati       | 0      | Niet gekwalificeerd |      |        |

## Tussenstanden na wedstrijd

### Superbike
| Pos | Nr  | Rijder              | Team   | Punten |
| --- | --- | ------------------- | ------ | ------ |
| 1   | 11  | Troy Corser         | Ducati | 275,5  |
| 2   | 111 | Aaron Slight        | Honda  | 245    |
| 3   | 2   | Carl Fogarty        | Ducati | 241,5  |
| 4   | 45  | Colin Edwards       | Honda  | 233,5  |
| 5   | 7   | Pierfrancesco Chili | Ducati | 228,5  |

### Supersport
| Pos | Nr | Rijder               | Team   | Punten |
| --- | -- | -------------------- | ------ | ------ |
| 1   | 8  | Fabrizio Pirovano    | Suzuki | 126    |
| 2   | 2  | Vittoriano Guareschi | Yamaha | 108    |
| 3   | 4  | Stéphane Chambon     | Suzuki | 101    |
| 4   | 1  | Paolo Casoli         | Ducati | 82     |
| 5   | 17 | Pere Riba            | Ducati | 78     |

1993 · 1995 · 1996 · 1997 · 1998 · 1999 · 2000 (I) · 2000 (II) · 2001 · 2002 · 2003 · 2004 · 2005 · 2006 · 2007 · 2008